# Barbro Alving
Barbro Alving (12 de enero de 1909-22 de enero de 1987) fue una periodista y escritora sueca, pacifista y feminista, que usaba el seudónimo Bang. Ella escribió para, entre otros, el diario sueco Dagens Nyheter y las revistas Idun y Vecko-journalen. Informó de varias escenas durante la guerra civil española, la Segunda Guerra Mundial y la Guerra Fría.

## Biografía
Alving nació en Uppsala, era hija de Fanny Alving y Hjalmar Alving. Su padre era maestro de literatura nórdica , y su madre era escritora.  Más tarde se trasladó con su familia a Estocolmo. Alving nunca se casó, pero tuvo una hija, Maud Fanny Alving, con el ilustrador y artista Birger Lundquist en 1938. Maud, más conocida como Ruffa Alving-Olin, es también una periodista, y  ha recogido y publicado cartas, notas y otros materiales tras la muerte de Barbro Alving.  Alving formó un hogar con Ana Laura Sjöcrona cuando su hija tenía un año de edad, y las tres constituyeron "un tipo diferente de familia" en palabras de Ruffa. Alving y Sjöcrona vivieron juntas durante unos 40 años, hasta la muerte de Alving. 
Alving fue secretaria de redacción de Idun entre 1928 y 1931, y luego periodista en el Dagens Nyheter de 1934 a 1959. A la edad de 27 años, fue reportera en los Juegos Olímpicos de 1936 en Berlín y en la guerra civil española.  Dagens Nyheter también la envió como reportera para escribir sobre la Guerra de Invierno finlandesa en 1939-40, la ocupación alemana de Noruega en 1940, y la Revolución húngara de 1956. Como corresponsal en el extranjero, fue reportera en los Estados Unidos, Vietnam, África y el Lejano Oriente durante varios años.
Alving se convirtió en pacifista, y se convirtió al catolicismo en 1959. Apoyó la campaña en los años 1950 para impedir que  Suecia adquiriese armas nucleares. Debido a sus convicciones, abandono el Dagens Nyheter, cuyo redactor en jefe estaba a favor de una defensa nuclear sueca, y comenzó a trabajar en Vecko-journalen en su lugar. Fue llamada a hacer el servicio de defensa civil, pero se negó a participar, y fue encarcelada durante un mes. Escribió sobre su periodo en prisión en su libro de 1956 Diario de Långholmen.
Alving se inspiró como periodista, feminista y pacifista en Elin Wägner. Alving recogió material biográfico tras la muerte de Wagner en 1949, que se convirtió en una biografía escrita más tarde por Ulla Isaksson y Erik Hjalmar Linder.
Escribió numerosos libros, algunos bajo el seudónimo de "Käringen mot strömmen" ("mujer de edad contra corriente", en alusión a un proverbio sueco del siglo XII). Escribió también varios guiones, y fue galardonada con el Gran Premio Nios en 1975. La revista feminista Bang lleva su nombre.

## Galería de imágenes

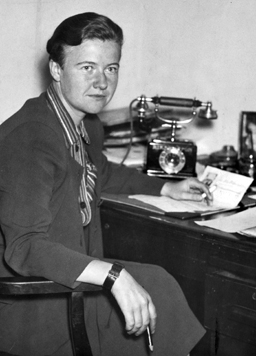
Barbro Alving, en 1939.
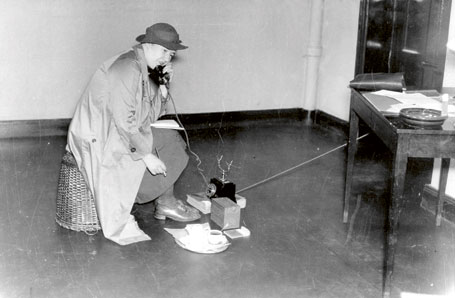
Barbro Alving, en 1939.